# Ерне Моравчік
Ерне Моравчік (угор. Moravcsik Ernő, ? — ?) — угорський футболіст, що грав на позиції нападника.

## Клубна кар'єра
У складі «Уйпешт» дебютував у чемпіонаті у останньому турі сезону 1926–1927. Вийшов на поле у грі проти
«Кішпешта» і відзначився голом на останній хвилині матчу, що завершився перемогою «Уйпешта» з рахунком 5:2.
16 червня 1927 року зіграв у фіналі Кубка Угорщини, коли «Уйпешт» у вирішальному матчі поступився «Ференцварошу» з рахунком 0:3.
У серпні 1927 року також виступав у складі «Уйпешта» у кубку Мітропи. Грав у другому чвертьфінальному матчі проти празької «Славії, що завершився нічиєю 2:2 і приніс за сумою двох матчів перемогу чехословацькій команді. 

## Досягнення
- Срібний призер чемпіонату Угорщини: (1)

«Уйпешт»: 1926–1927
- Фіналіст кубка Угорщини: (1)

«Уйпешт»: 1927